# Khasan Mamtov
Bản mẫu:Eastern Slavic name
Khasan Inalbekovich Mamtov (tiếng Nga: Хасан Инальбекович Мамтов; sinh ngày 28 tháng 4 năm 1984) là một cầu thủ bóng đá người Nga. Anh thi đấu cho F.K. Orenburg.

## Sự nghiệp câu lạc bộ
Anh ra mắt chuyên nghiệp tại Russian Second Division năm 2002 cho FC Nart Cherkessk.